# Bayerische Staatsforsten
Die Anstalt des öffentlichen Rechts (AöR) Bayerische Staatsforsten (BaySF) ist ein Forstbetrieb der den gesamten Staatswald des Freistaates Bayern bewirtschaftet. Sie wurden 2005 gegründet zur Trennung der Bewirtschaftung des staatseigenen Waldes von der hoheitlichen Forstaufsicht. Die Bayerischen Staatsforsten bewirtschaften rund 808.000 Hektar, davon 755.000 Hektar Wald, und sind damit der größte Forstbetrieb Deutschlands.

## Geschichte
Die Wurzeln der Bayerischen Staatsforsten reichen zurück bis in das Jahr 1752, als Kurfürst Max III. Joseph seiner kurbaierischen Hofkammer am 31. Januar die Einrichtung einer eigenen Forstbehörde mitteilte, um der fortschreitenden Devastierung der Wälder entgegenzuwirken. Seither besteht in Bayern eine staatliche Forstverwaltung. Die Säkularisation von Kirchenbesitz ab 1803 weitete den Anteil des staatlichen Waldbesitzes noch deutlich aus. Der Kern der bayerischen Staatsforsten blieb trotz mehrerer Reformen während der Zeit des Königreichs Bayern und ab 1918 des Freistaats Bayern stets bestehen.
Das Unternehmen Bayerische Staatsforsten (BaySF) ist Ergebnis der im Herbst 2003 vom Bayerischen Ministerrat beschlossenen Forstverwaltungsreform. Kern der Reform war die Trennung der bisherigen Einheitsforstverwaltung in eine für hoheitliche Aufgaben, Beratung und Förderung zuständige Bayerische Forstverwaltung und ein nach privatwirtschaftlichen Grundsätzen ausgerichtetes Unternehmen mit der Aufgabe der Bewirtschaftung des bayerischen Staatswaldes. 
Gegen diese Forstreform wandten sich Natur- und Umweltschutzverbände in einem Aktionsbündnis mit dem Volksbegehren „Aus Liebe zum Wald“, das jedoch vom 16. bis 29. November 2004 die vorgeschriebene Marke von einem Zehntel der wahlberechtigten Bürger mit 9,3 % (= 854.000 Unterschriften) knapp verfehlte.

## Organisation
Die rechtsfähige Anstalt des öffentlichen Rechts des Freistaats Bayern unterliegt seit November 2023 der Rechtsaufsicht durch das Bayerische Staatsministerium für Wirtschaft, Landesentwicklung und Energie. Organe des Unternehmens sind der dreiköpfige Vorstand, der Aufsichtsrat mit neun Mitgliedern und der Beirat mit 22 Mitgliedern. Die Aufgaben und die Organisation der Bayerischen Staatsforsten sind im Staatsforstengesetz (StFoG) geregelt.
Der Sitz der Unternehmenszentrale ist Regensburg. Die Bewirtschaftung des Staatswaldes erfolgt durch 40 Forstbetriebe in Bayern und einen Forstbetrieb in Österreich zur Bewirtschaftung der Bayerischen Saalforste mit Sitz in Sankt Martin bei Lofer. Neben den 41 Forstbetrieben gehören zu den Bayerischen Staatsforsten noch der Stützpunkt für Forsttechnik in Bodenwöhr, die Forstlichen Bildungszentren in Nürnberg-Buchenbühl und der Laubau bei Ruhpolding, das Zentrum für Energieholz in Oberammergau sowie die Pflanzgartenbetriebe mit Samenklengen in Bindlach und Laufen (Salzach).
Vorstandsvorsitzende
- Rudolf Freidhager (2005–2015)
- Martin Neumeyer (seit 1. April 2015)[6]

## Geschäftsfelder

### Holz und Jagd

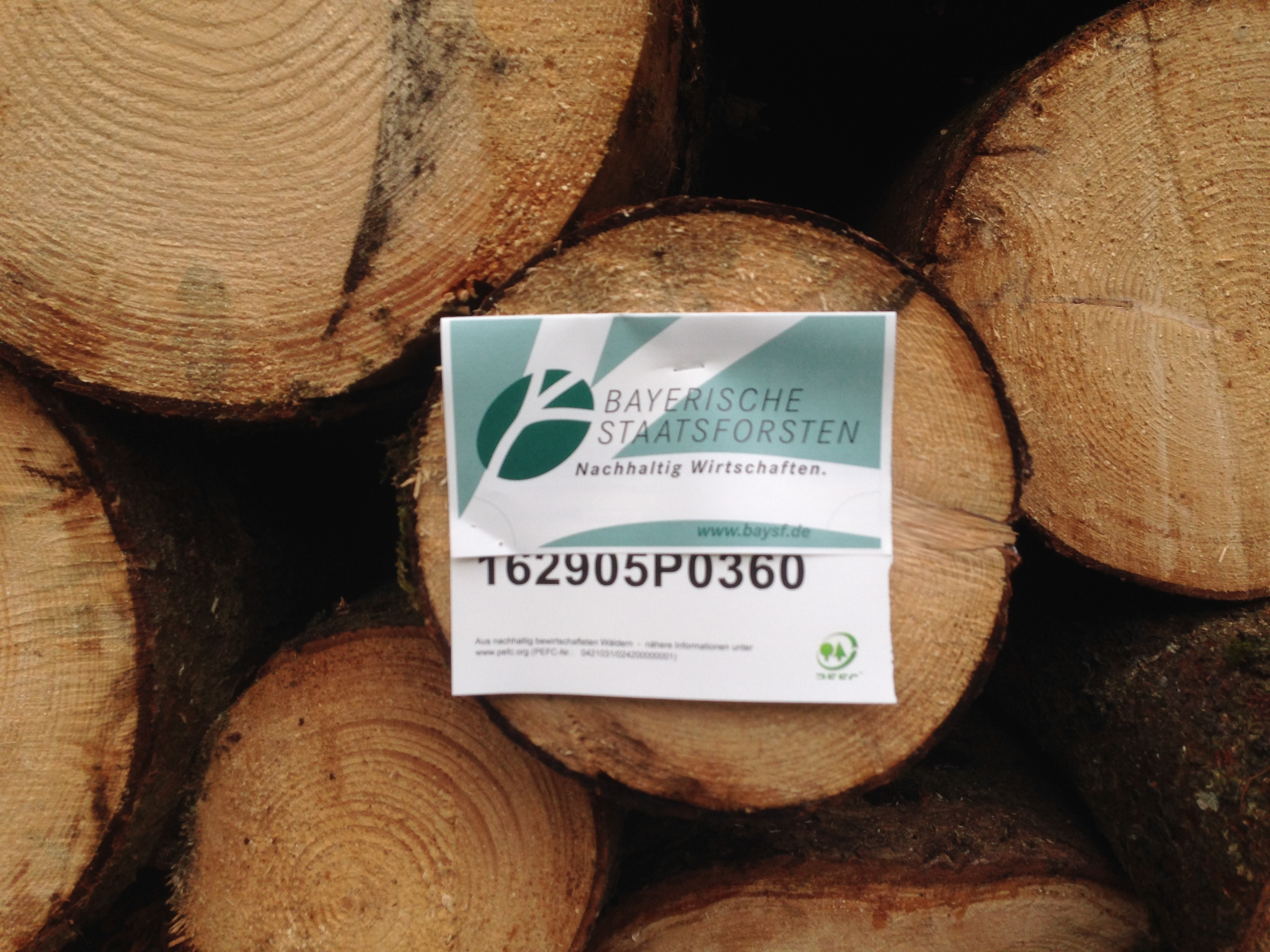
Holzpolter der Bayerischen Staatsforsten

Kernaufgabe des Unternehmens ist die Bewirtschaftung des bayerischen Staatswaldes. Im Geschäftsjahr 2015 wurden 5,42 Millionen Festmeter Holz eingeschlagen. Die Bayerischen Staatsforsten tätigen damit fast zehn Prozent des Gesamteinschlags in den deutschen Wäldern. Der Holzverkauf trägt mit 368,7 Millionen Euro (Geschäftsjahr 2015) den Löwenanteil zum Gesamtumsatz der Bayerischen Staatsforsten bei. Des Weiteren bewirtschaften die Bayerischen Staatsforsten die Staatsjagden in Bayern nach dem Grundsatz Wald vor Wild. Im Jagdjahr 2014/15 wurden in der Regiejagd 58.594 Stück Schalenwild erlegt. Die Umsätze im Bereich Jagd und Fischerei betrugen im Geschäftsjahr 2015 6,8 Millionen Euro. Erstmals schloss das Geschäftsjahr 2019 mit einem Verlust ab. Bei einem Jahresumsatz von 404 Millionen Euro weist die Bilanz einen Fehlbetrag von 80 Millionen Euro aus. Ursache ist der Verfall des Holzpreises, verursacht durch Borkenkäfer- und Sturmschäden. Im Geschäftsjahr 2020 wurde ein Verlust von 36 Millionen Euro bei einem Umsatz von 314,2 Millionen Euro eingefahren. Für das Geschäftsjahr 2021 wurde ein operativer Verlust von 19 Millionen Euro bei einem gesteigerten Umsatz von 339,7 Millionen Euro bilanziert.

### Erneuerbare Energien
Im Rahmen der Energiewende sowie dem 2011 beschlossenen zweiten Atomausstieg werden bestimmte Waldstandorte der Bayerischen Staatsforsten für die Windenergienutzung mittels Windkraftanlagen an Fremdbetreiber bereitgestellt. Im Jahr 2015 wurden im bayerischen Staatswald 46 Windkraftanlagen mit einer Gesamtnennleistung von 113 Megawatt sowie fünf Photovoltaikanlagen mit einer Nennleistung von 5,14 Megawatt betrieben. Zudem besitzen die Bayerischen Staatsforsten selbst 18 kleinere Photovoltaikanlagen und sind an zwei Biomassekraftwerken beteiligt. Der Umsatz im Geschäftsfeld Regenerative Energie betrug im Geschäftsjahr 2015 2,5 Millionen Euro.

### Weitere Geschäftsfelder
Weitere Geschäftsfelder der Bayerischen Staatsforsten sind Abbau&Deponie (z. B. Sand- und Kiesabbau), Freizeit und Erholung, Gebäude, Dienstleistung und Erzeugnisse, Naturflächen, Verkehr/Gewerbe/Landwirtschaft, Betrieb von Mautstraßen sowie Versorgung und Entsorgung. Die Umsätze im Bereich Immobilien und Weitere Geschäfte (inklusive Regenerative Energie) betrugen im Geschäftsjahr 2015 21,9 Millionen Euro.